# Santa Anna de Montadó
Santa Anna de Montadó, o Santa Anna i sant Martí, és una església romànica del terme d'Isona i Conca Dellà, de l'antic terme de Benavent de la Conca, dins del seu enclavament de Montadó.
Lligada històricament al priorat de Meià, a principis del segle xx era una de les sufragànies que depenien de Santa Margarida de Benavent.
És un edifici d'una sola nau, coberta amb volta de canó. Té tres arcs formers a la paret nord i, en canvi, no en té al sud. No és l'única asimetria del temple: l'absis principal és a llevant, com és comú a tot l'art medieval, està complementat per una absidiola al mur septentrional oberta en el primer dels arcs formers abans esmentats. És interessant el conjunt d'arcs que s'obren en aquest sector de l'església.
La porta és a migdia, i té un arc de mig punt. Als seus peus hi ha una terrasseta que s'aboca al cingle: el mur de ponent està tallat a plom sobre el cingle mateix. A penes hi ha ornamentacions, en aquesta església, llevat de les mateixes que formen part de l'obra: una finestra cruciforme a ponent, dues finestres de doble esqueixada (una a la façana sud i l'altra cap a llevant, al centre de l'absis) i dues espitlleres estretes damunt de la porta.
L'absis conté les mostres decoratives més importants: arcuacions llombardes en sèries de dos arcs, separades per lesenes. Malauradament, aquesta decoració està en part destruïda.
Al Museu d'Art de Catalunya es conserven dues mostres de fusta policromada romànica: un frontal d'altar del segle xiii i una taula de baldaquí.
A causa de la decadència del lloc, ja des del segle xvi quedà sense capellà, i se n'ocuparen els canonges de la Mare de Déu de Bonrepòs, els quals, després d'un segle de prestar-hi el servei parroquial, hi foren confirmats el 1662. El 1786, en ocasió d'una visita pastoral, el Bisbe d'Urgell Josep Boltas pretengué aconseguir els drets d'aquesta parròquia, cosa que no aconseguí per la defensa dels drets feta per Jaume Pascual, canonge eminent de Bellpuig de les Avellanes, monestir del qual depenia el santuari de Bonrepòs.

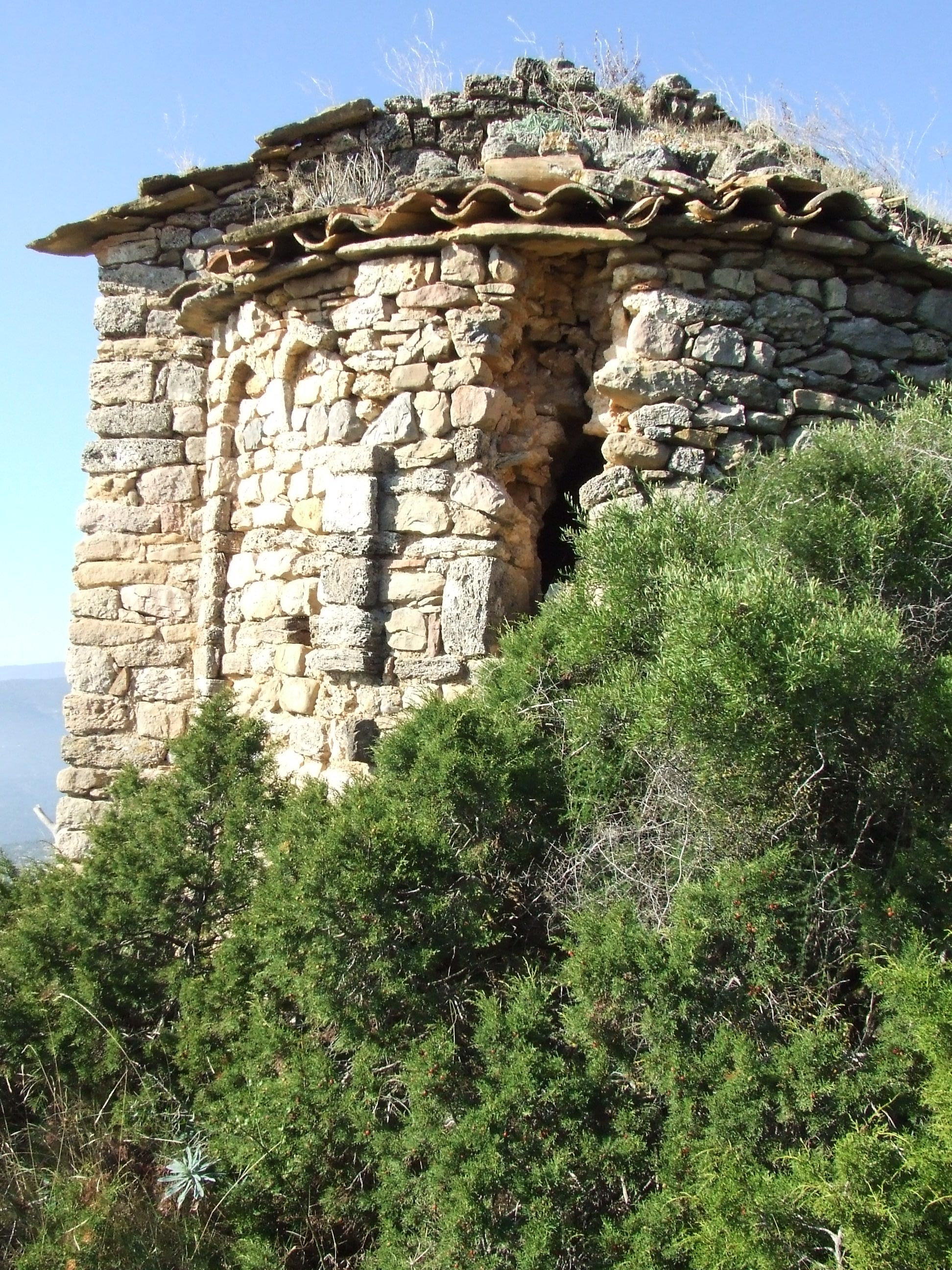
Absis central, amb arcuacions llombardes

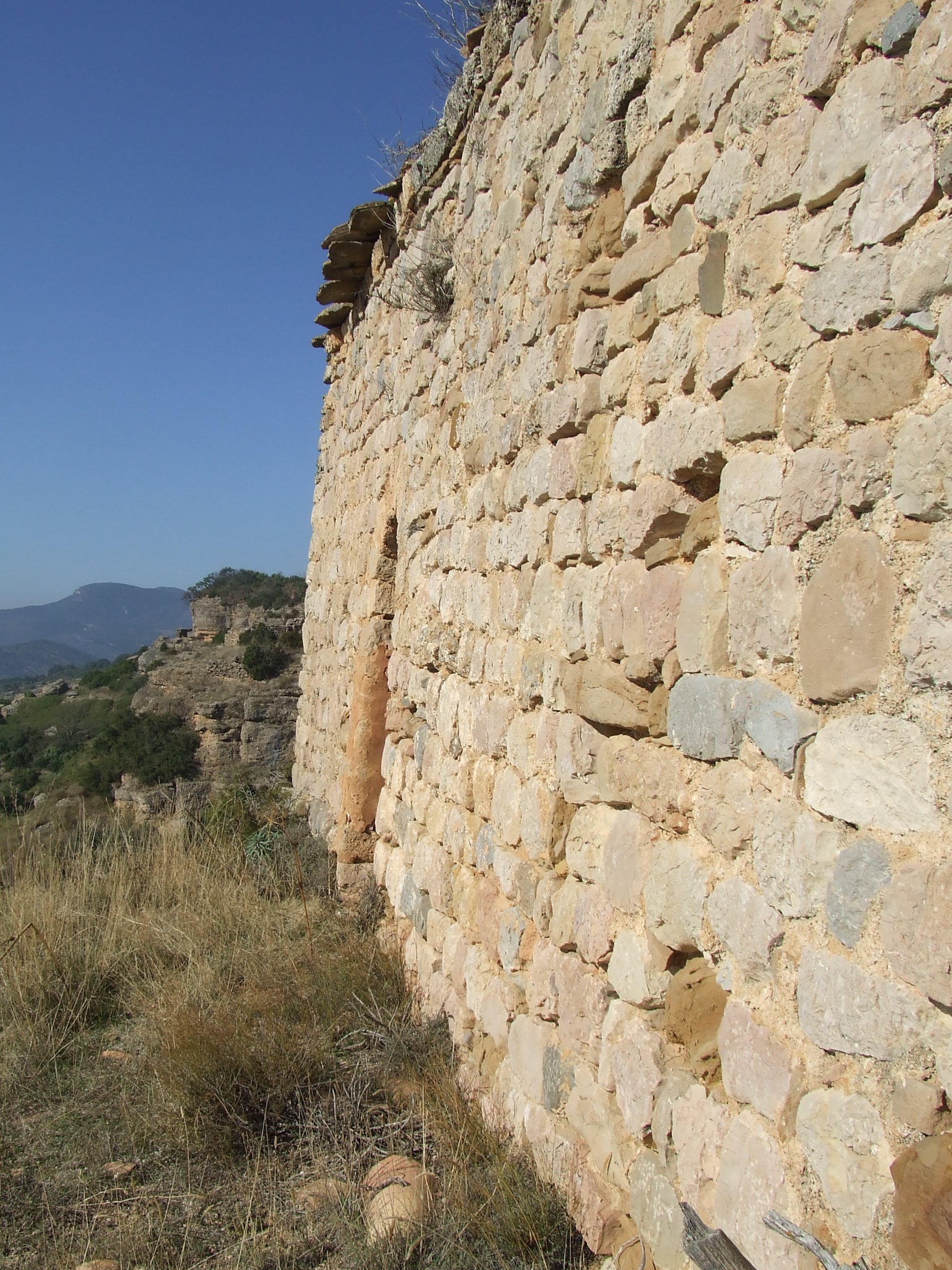
Façana sud, penjada damunt el penya-segat

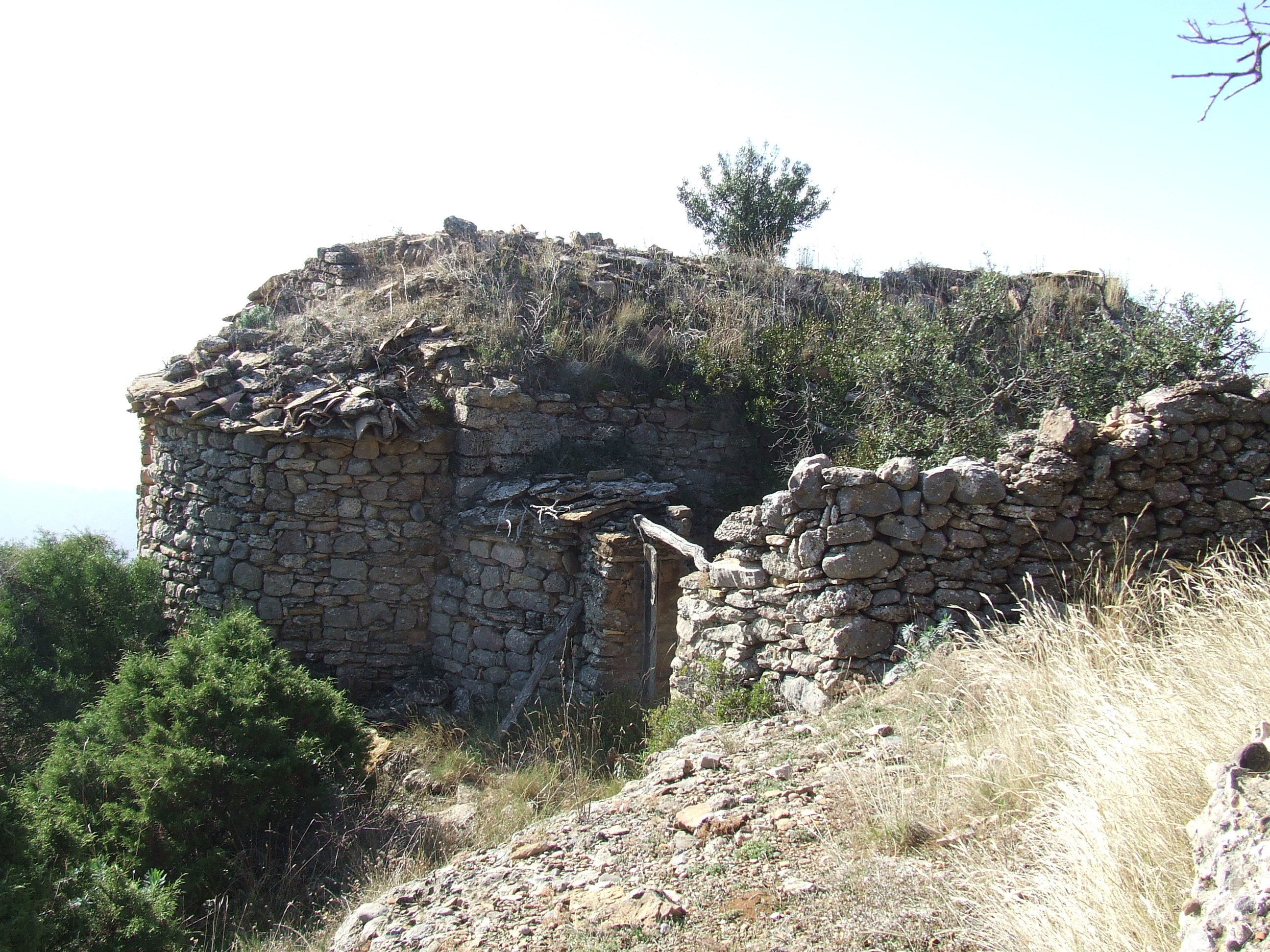
L'església, des del nord-est

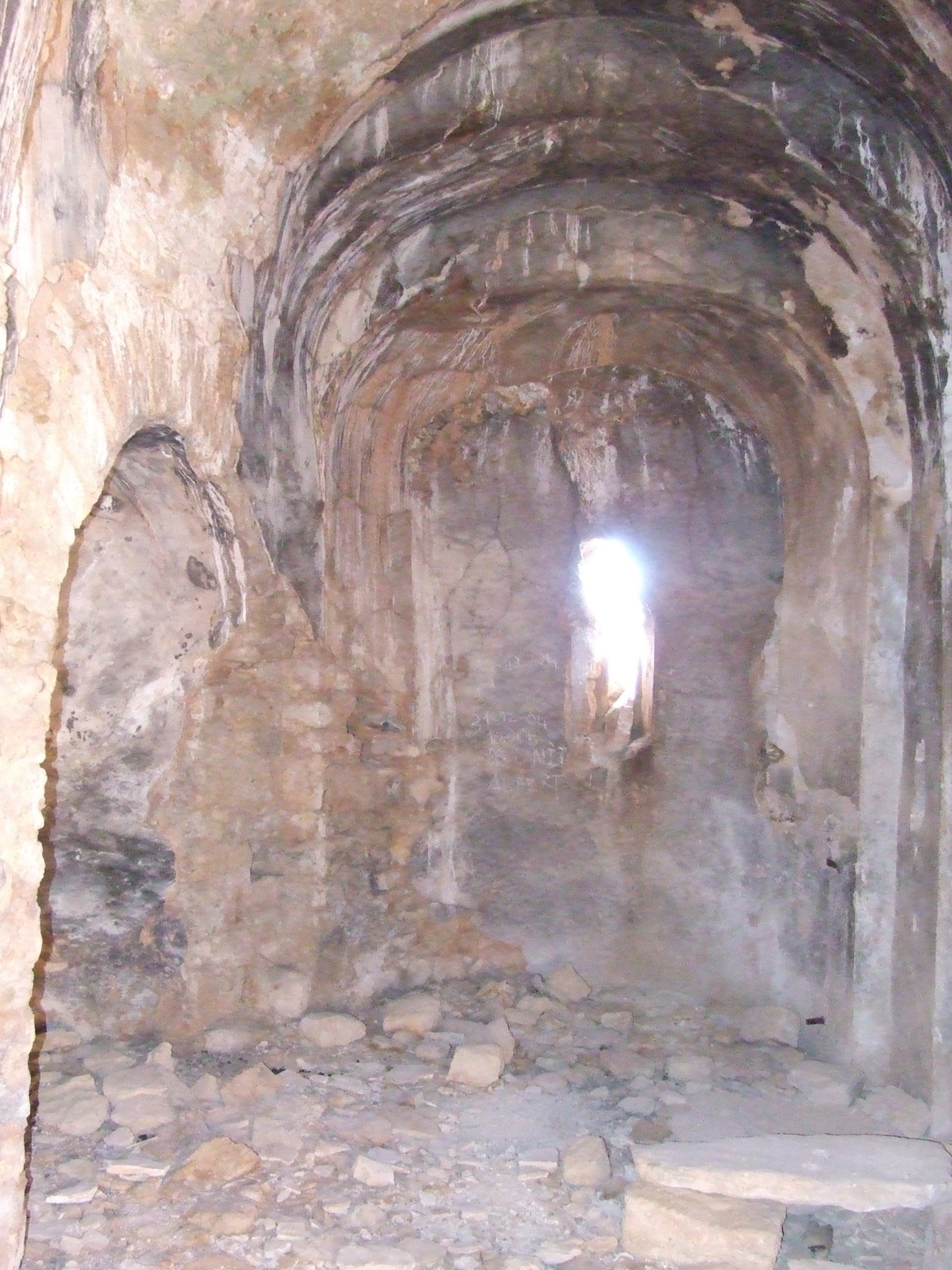
Absis central

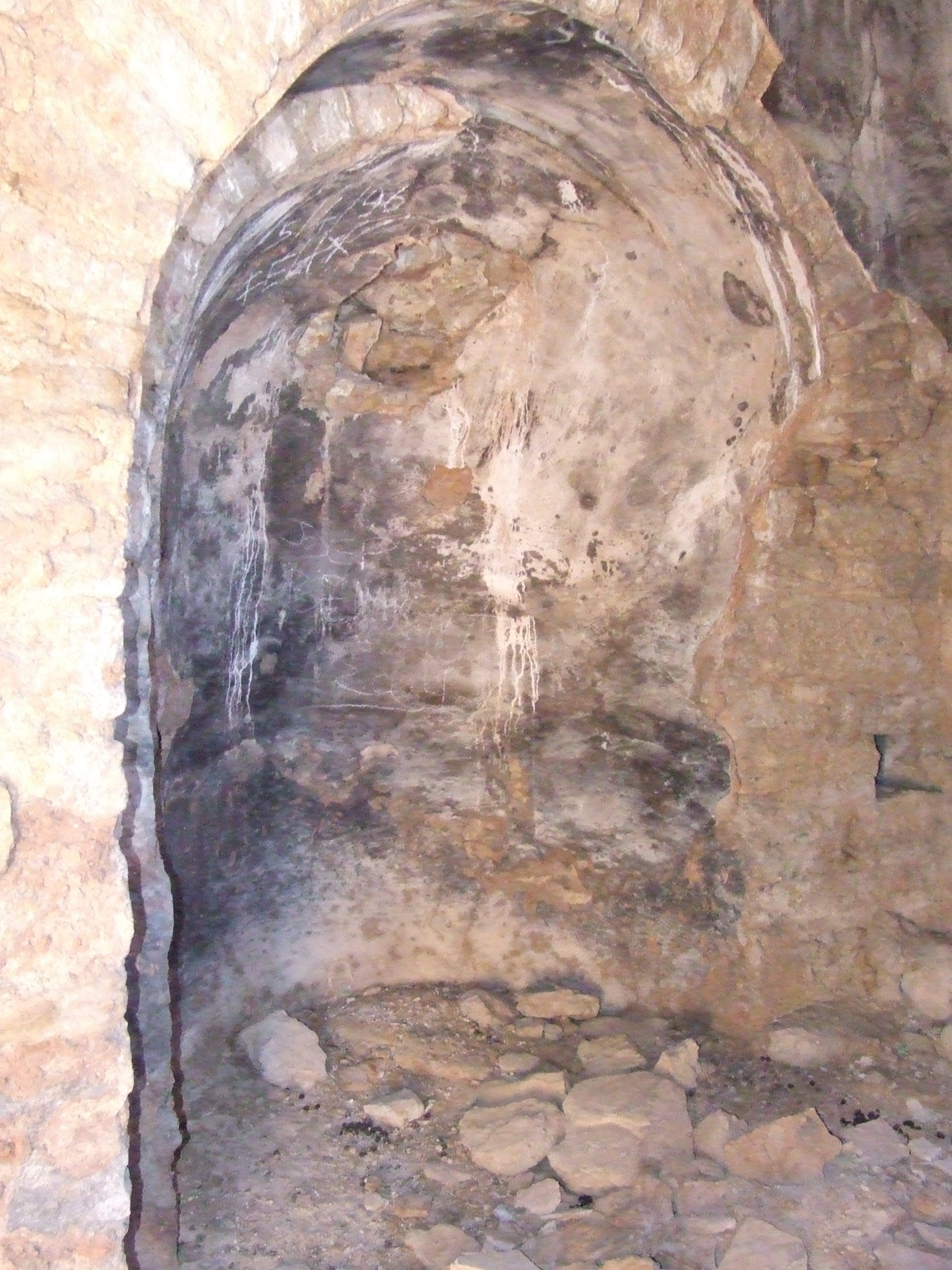
Absidiola nord

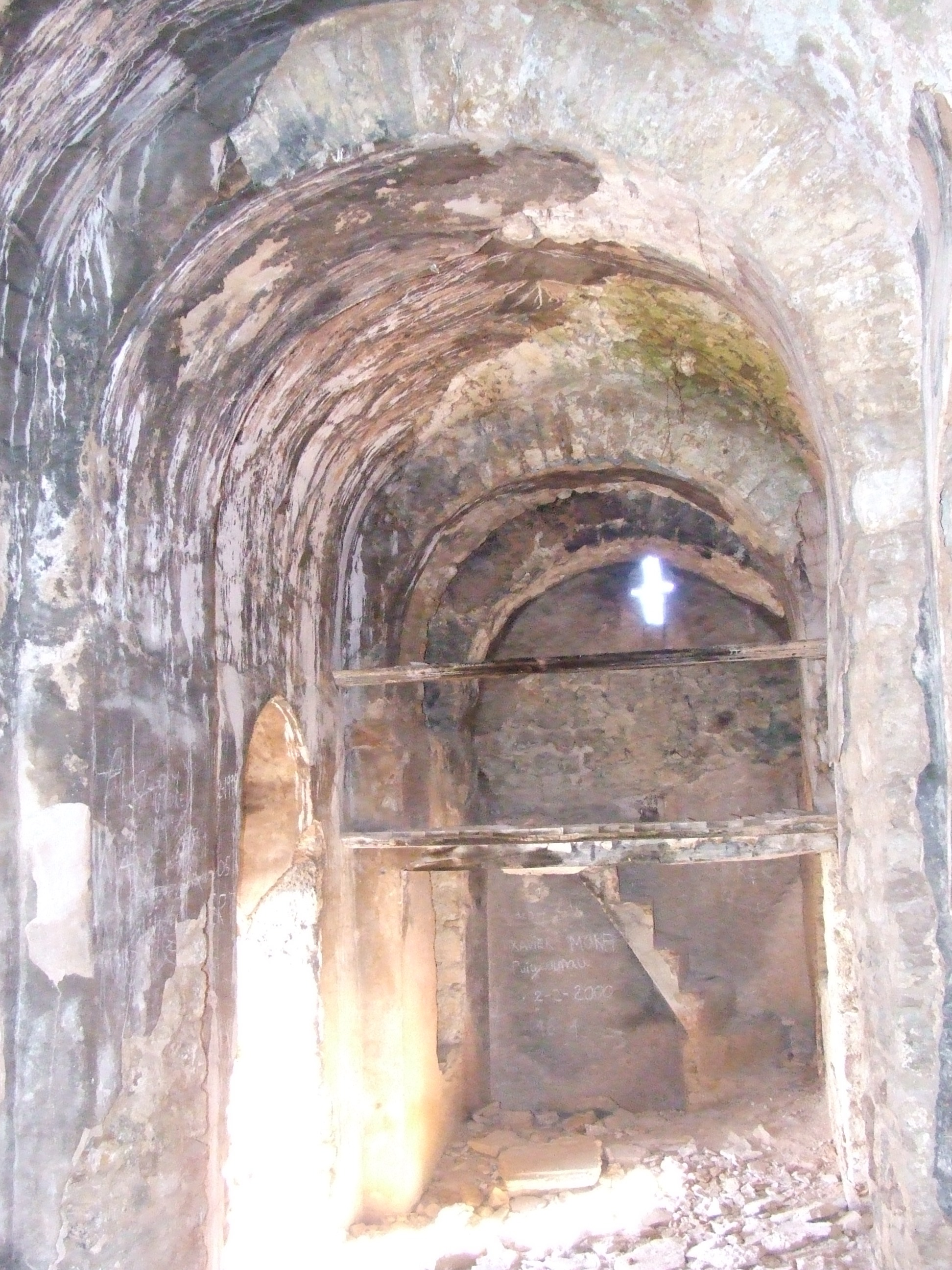
Nau, amb volta de canó i arcs torals